# Vargjakt

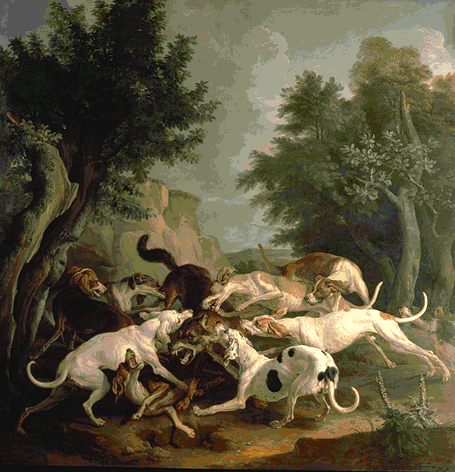
Vargjakt, oljemålning av François Desportes.

Vargjakt är jakt på varg, främst gråvarg.

## Allmänt

Grand louvetier de France, vapenmantel utan personligt vapen, med infogade varghuvuden, för en hertig och pär av Frankrike.

Vargjakt bedrivs huvudsakligen i syfte att reglera vargpopulationernas storlek, men även för att begränsa spridningen av sjukdomar som vargar kan sprida.[källa behövs] Trappers har härutöver jagat varg för att tillvarata dess päls, vilket användas till ett pälsverk som är tät, grov, långhårig och varm. Den bästa kvaliteten anses komma från Sibirien.[källa behövs]

## Historia
I Frankrike användes under l'ancien régime ett koppel av hundar som kunde bestå av cirka 20-30 hundar av en typ som har benämnts som Chien Gris de Saint Louis, samt dessutom kanske 6-8 vinthundar, och även ytterligare hundar av doggtyp, vilka kanske liknande dagens Dogue de bordeaux, och även blodhundar vid parforsjakter. En särskild ämbetsman inom den kungliga hovstaten, "Le grand louvetier de France", ansvarade för vargjakten. Denne hade rätt att tillfoga två varghuvuden vid sidorna kring sitt vapen. 
Dagens "lieutenant de louveterie" har således sitt ursprung i l'ancien régime, och det skall ha varit Karl den store som tillskapade dem 813. Dessa tillser numera vissa frågor som berör jakt och viltvård.

## Vakjakt på varg

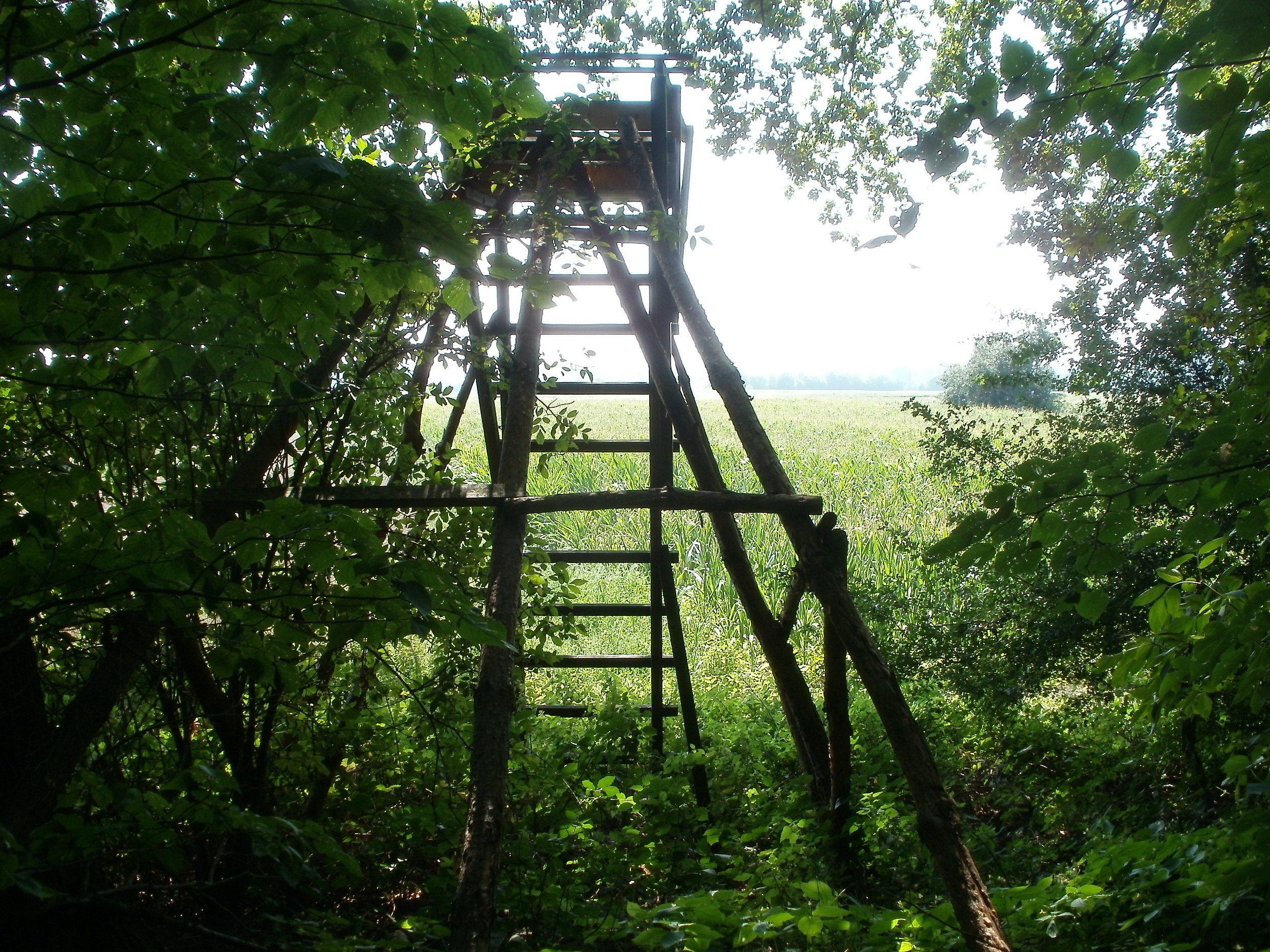
Jakttorn

Vid vakjakt på varg sitter jägaren tyst och dold i väntan på att en varg skall visa sig i skjutläge, och kulvapen används för denna form av jakt. 
Ofta sitter jägaren i ett jakttorn, vilket ger jägaren en större överblick över det område där vargen kan visa sig samt innebär att skott skjuts nedåt, vilket i synnerlig utsträckning minskar, om dock inte helt, risken för skador. 
I Kanada skall denna form av jakt på varg användas inte minst i provinsen Alberta, och där skall jakttornen, mot bakgrund av klimatet i dessa områden, till en stor utsträckning vara uppvärmda.[källa behövs]
Vakjakt kan även kombineras med andra former av jakt som lockjakt och åteljakt. Finns levande bytesdjur i närheten kan vargen söka angripa dem kommer vargen i ett skjutbart läge. Varg är knappast i första hand någon asätare, men det har likväl ansetts möjligt att använda en åtel vid jakt.[källa behövs]

## Vargjakt med hundar

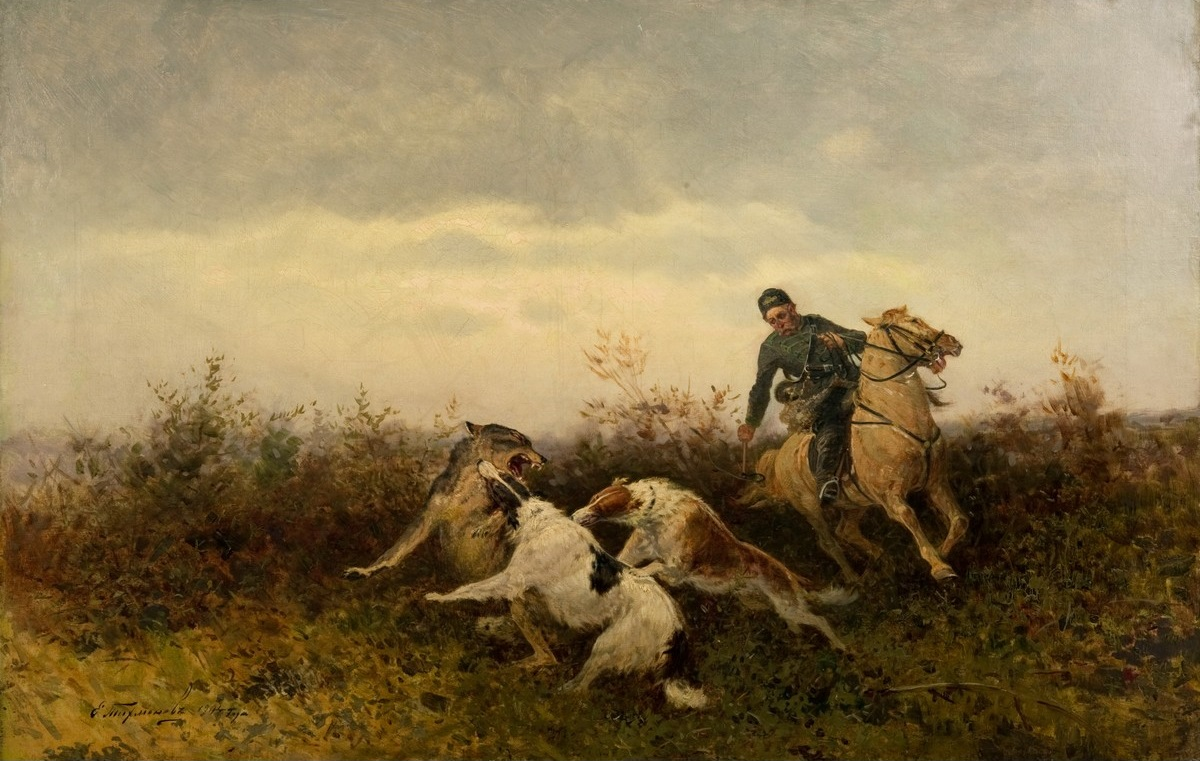
Efim A. Tikhmenev, Vargjakt med Borzoi, 1904.

Varg har tidigare jagats med hjälp av hundar. Vissa hundraser som Irländsk varghund och Borzoi avlades ursprungligen fram för detta ändamål, även om de numera främst inte används som jakthundar. 
Vid hetsjakter släpptes ett koppel av hundar, så att vargen, om jakten var framgångsrik, kunde dödas antingen av jägare eller av jakthundarna själva, efter det att dessa lyckat hinna upp vargen. 
Eftersom hundar normalt sett är rädda för vargar skall man i bland annat Ryssland ha använt sig av infångade vargar för att träna denna typ av hundar så att dessa skulle bli tillräckligt dådkraftiga för att kunna användas vid jakt på varg.[källa behövs]

## Fällfångst av varg

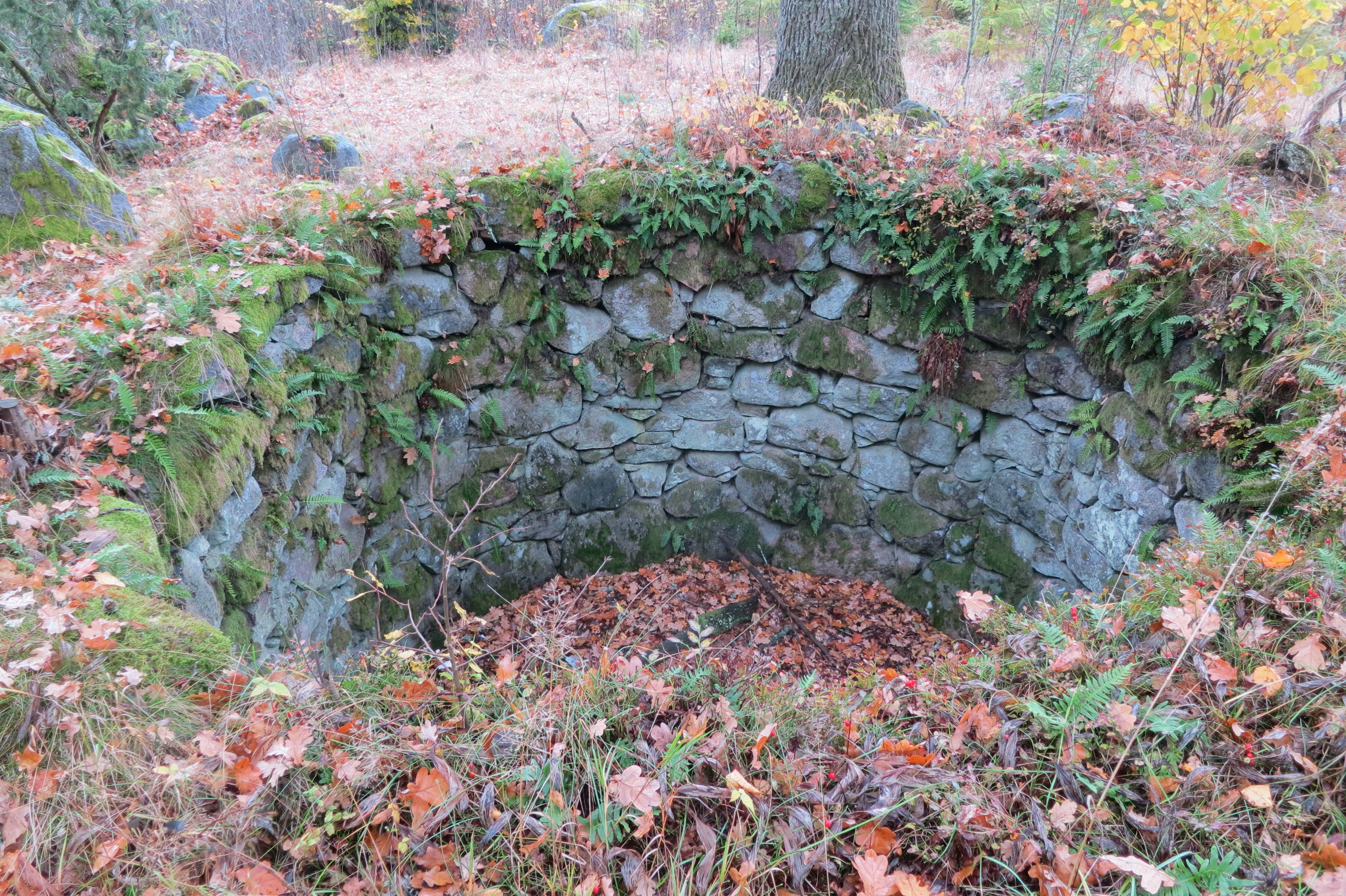
Varggrop

Fällor har använts för att döda eller fånga vargar. Vissa typer av fällor anlades som fasta anläggningar som fångstgrop. En varggrop kunde vara utgöras av en fångstgrop med en påle i mitten där man kunde binda fast ett byte, till exempel en tupp.[källa behövs] Grenar lades över gropen så att den inte var synlig. Då vargen gick till angrepp föll den ned i gropen och kunde senare avfångas. 
Andra fällor, som saxar, var mobila vilka fångstmannen placerade ut på lämpliga platser. Merparten av de mobila fällorna torde ha förfärdigats på plats av trappern själv, då saxar var både tunga och kostsamma. Den senare jaktformen kunde ställa synnerliga stora krav på dess utövare.[källa behövs]
Bruket av sax är förbundet med ett ohyggligt djurplågeri, då den fångade vargen försöker frigöra sig med käkarnas hjälp. Djuret biter då med sådan kraft i saxens skalmar, att alla tänder utom framtänderna och den bakersta kindtanden, som inte når fram till saxen, splittras och bryts sönder. Men det är ej nog härmed. Vargens kamp gör att saxen skaver djupt ned i käkbenen, och även stora delar av tandrötterna nöts bort. Det är uppenbart, att detta måste tillfoga djuret oerhörda smärtor.
Det fordrades ingående erfarenhetsbaserad kunskap om vargens beteende för att avgöra var fällorna skulle placeras. Vargar har även ett mycket gott luktsinne, varför trappern var tvungen att beakta sådana faktorer som vindriktningen i förhållande till den position vargflocken troddes ha relativt trapperns positioner under färdvägen för att undvika att sprida vittring av sig själv. 
Eftersom även en beväpnad jägare riskerade att bli dödad av en vargflock[källa behövs] hade denne god anledning att vara uppmärksam för att minska dessa risker. Fällorna måste även vittjas kontinuerligt då en fångad varg annars kunde bli ett byte för andra rovdjur, varvid vargens päls skulle bli förstörd.

## Drevjakt på varg
Vid drevjakt på varg drev drevkarlarna vargarna i riktning mot skyttarna så att dessa skulle få ett skottillfälle. En sådan jaktform fordrar ett stort antal deltagare, och det förekom därför att deltagande i dessa drevjakter var en lagstadgad skyldighet. En variant av denna jaktform bestod i att ett vargnät spändes upp där vargarna kunde trassla in sig i för att senare kunna avlivas.

## Lockjakt på varg
Lockjakt på varg innebär att jägaren efterliknar vargarnas ylande för att locka dem till sig. Då jägarnas och vargarnas ylande blir unisont är detta ett tecken på att vargarna kan förväntas vara beredda att närma sig jägaren.[källa behövs]

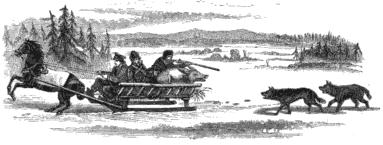
Shooting wolves with a pig, skiss av M. von Dardel, graverad av Mason Jackson, 1858.

Det fordrar stor skicklighet och betydande övning för att kunna åstadkomma sådana ljud att vargar tror att det är än annan varg som frambringar detta ylande. Lockjakt på varg skall vara vanligt förekommande i Mongoliet.[källa behövs]
En mycket speciell form av lockjakt på varg bestod i att jägarna färdades tillsammans i ett område där det fanns varg och att de då medförde ett levande djur vars läte lockade vargar att angripa ekipaget.[källa behövs]
Det torde i praktiken ha rört sig om grisar som användes vid sådan jakt[källa behövs], och slädar skall ha använts som transportmedel, vilket möjliggjorde att mer en skytt kunde medverka, vilket ansågs fördelaktigt då jägarna själva riskerade att bli byte för en vargflock.[källa behövs] Följaktligen utövades denna jaktform endast på vintern, den skall främst ha utövats i Ryssland, men även i Fennoskandien.[källa behövs]
En variant av denna jaktform, som skall ha utövats i Ryssland, bestod i att en människa till häst själv utgjorde lockbetet för vargarna.[källa behövs] När vargflocken gick till angrepp så flydde denne in i ett hägn med två ingångar. När vargflocken hade kommit innanför hägnet kunde ryttaren lämna hägnet genom den andra vägen. Vargflocken blev således instängd och kunde därefter dödas.

## Spårjakt på varg

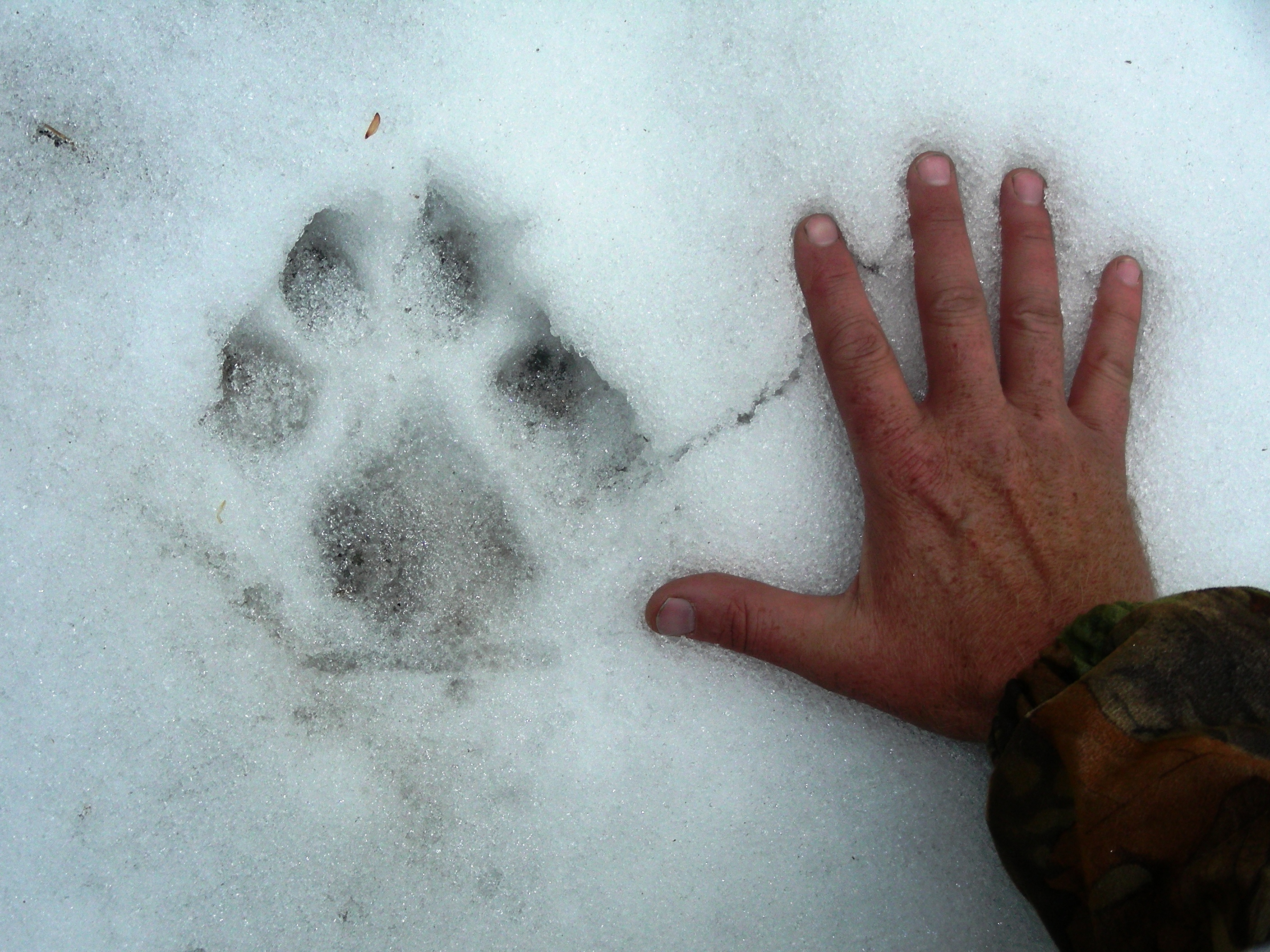
Spår av varg i förhållande till en människas hand.

Vid spårjakt på varg söker jägaren efter spår av varg, och om dessa påträffas följer denne efter dessa tills det att ett tillfälle yppar sig för jägaren, vilken medger för denne att vargen kan fällas. 

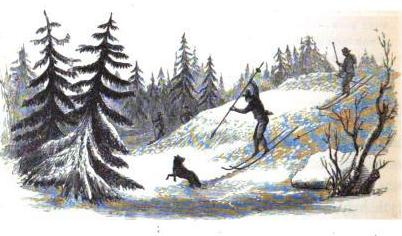
Vargjakt på skidor, tecknad på trä av Alex Fussell och graverad av Mason Jackson, 1854.

Eftersom denna jaktform förutsätter goda spårförhållanden torde den i realiteten endast vara möjlig att utöva under vintern, primärt då det har fallit nysnö, som är möjligt att använda som spårsnö, så att det går att identifiera färska spår. 
Jägare har således, i varje fall tidigare, använt sig av skidor i samband med utövandet av denna jaktform. Vargens spår är lika hundens, men vargens är betydligt större[källa behövs] än vad som är fallet för flertalet hundar.
Då vargar är mycket vaksamma torde denna jaktform ha ställt synnerligen betydande krav på dess utövare, så att vargarna inte uppfattade att de hade blivit förföljda av jägare.[källa behövs]
Dessa jägare måste även vara exceptionellt uthålliga då tiden från det att ett spår påträffas till det att jägaren kommer så nära vargen att den kan fällas torde ha kunnat sträcka sig över flera dygn.[källa behövs]
Av ovan sagda skäl torde denna form av vargjakt i huvudsak ha historiskt intresse, även om det, därest gällande lagstiftning så medger, kan vara möjligt att använda sig av moderna hjälpmedel som snöskoter härvidlag.

## Användning av giftåtel för vargar

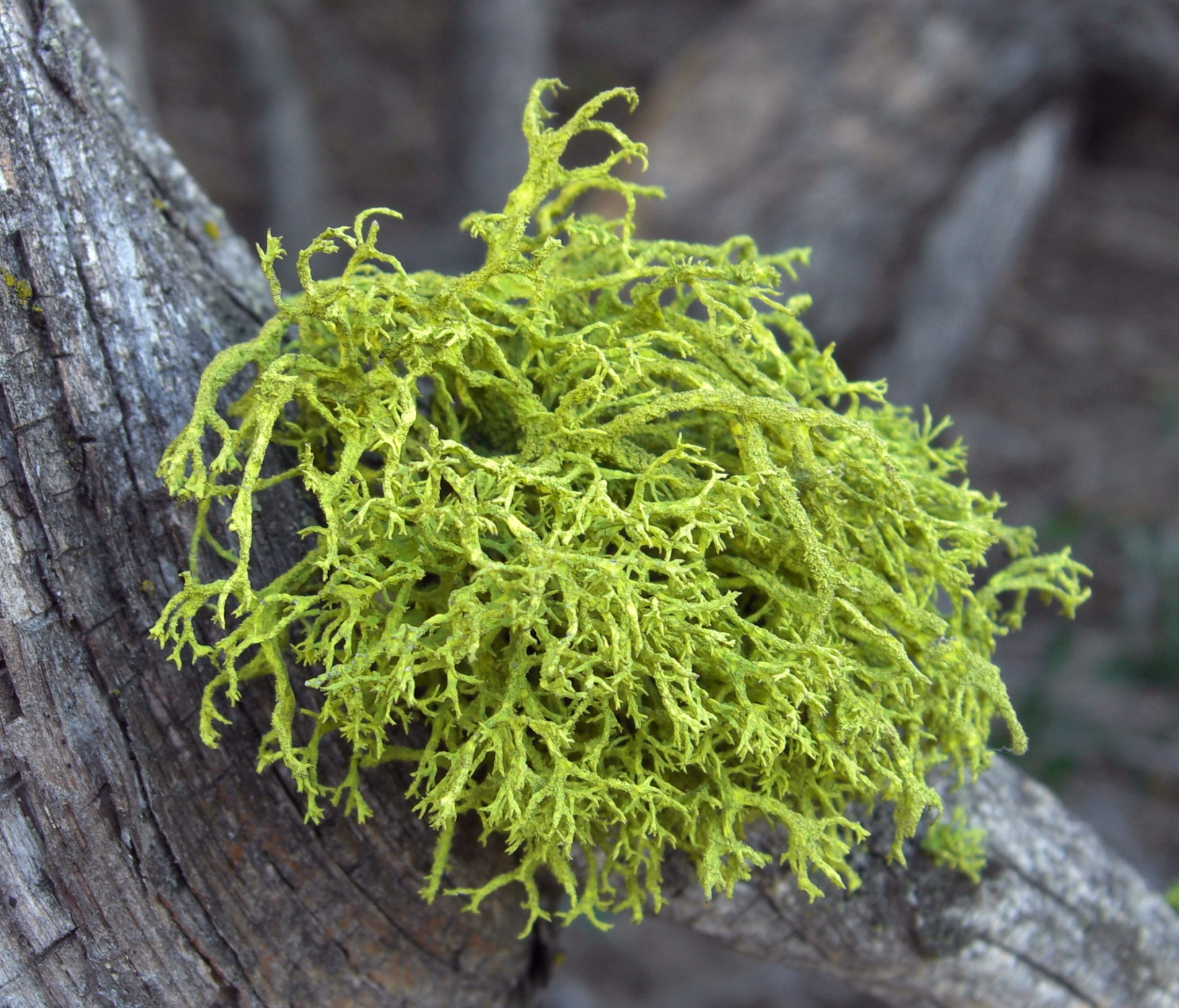
Varglav (Letharia vulpina).

Benämningen förgöring har i svensk rätt använts som beteckning för dödande av vilda djur genom användande av gift, eller medvetet spridande av smittämnen. Användningen av sådana medel skall alltjämt förekomma i Ryssland.[källa behövs]
Varglav har använts för att bereda dödliga droger, eftersom laven innehåller vulpinsyra, som är giftigt och angriper det centrala nervsystemet. Detta kan leda till andningsdepression, vilket leder till att döden inträder. Dessa droger har nyttjats för att preparera åtlar, som kunde bestå av köttrester blandat med varglav, i syfte att döda vargar. Denna användning gav upphov till lavens namn. 
Stryknin har använts som varggift, detta medel användes främst i de västra delarna av USA och i Japan.[källa behövs] Emellertid påverkar detta gift pälsens kvalitet snabbt, varför vargen bör flås så snart som möjligt.[källa behövs] I Kanada startades ett projekt 1948 då man bekämpade varg med cyanid och stryknin sedan vargstammen hade spritt sig söderut och kommit nära befolkade områden då man fruktade spridningen av rabies, samt att stammarna av ren i de norra territorierna hade minskat kraftigt. 39 960 specialvapen med 106 100 cyanidskott delades ut, liksom 628 000 pellets vilka innehöll stryknin.[källa behövs] Det har förmodats att 17 500 vargar blev förgiftade i Kanada mellan 1955 och 1961.[källa behövs]
En av de vargar som från 1879 till 1882 dödade ett stort antal barn i Egentliga Finland[källa behövs] förgiftades till döds 1882. I Ryssland skall myndigheterna på licens tillhandahålla en beredning som består av en syra baserad på bariumfluorid för detta ändamål.[källa behövs]

## Användning av luftfartyg vid jakt på varg

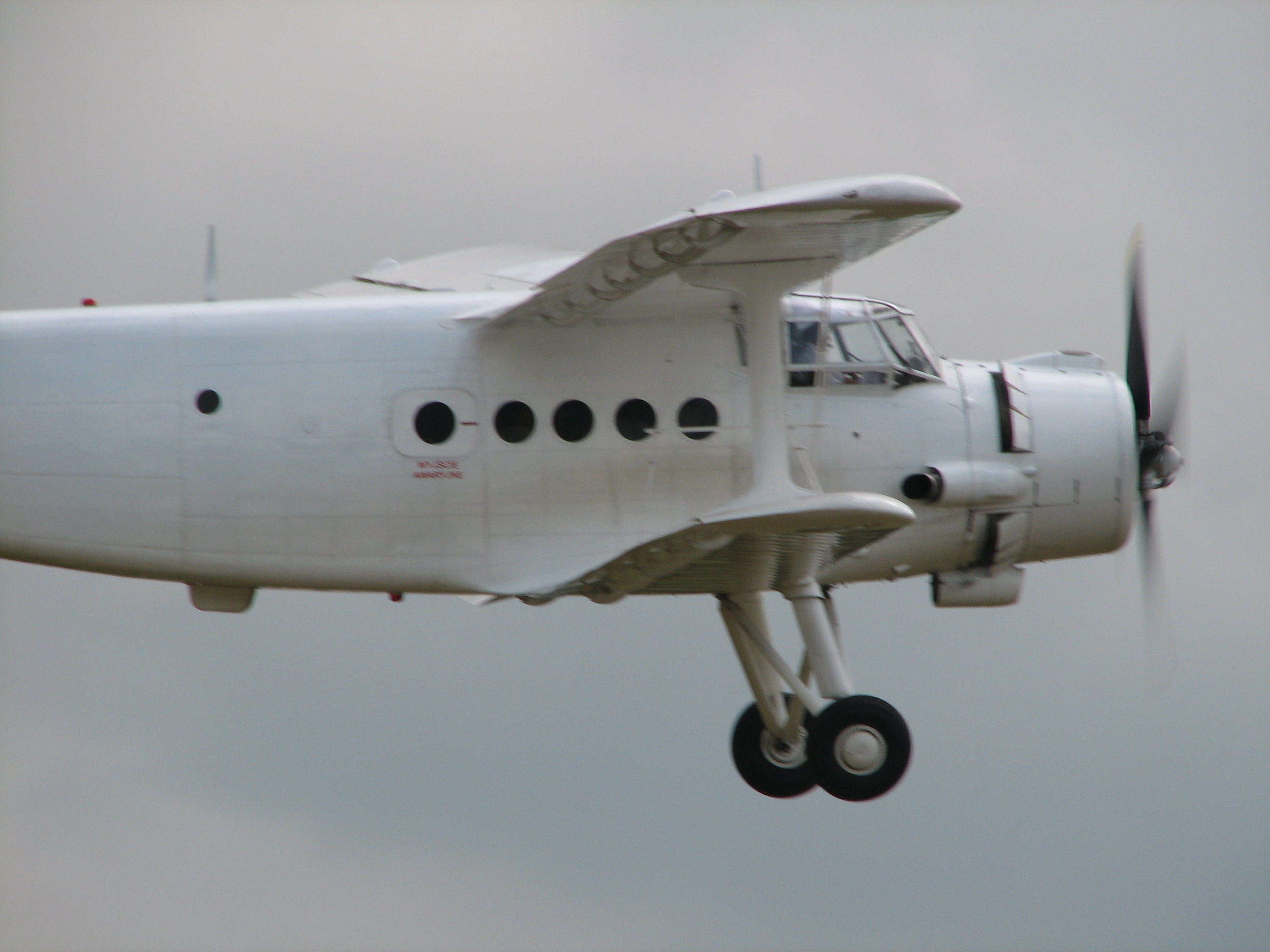
Antonov An-2

Luftfartyg anses som den kanske mest effektiva plattformen från att bedriva jakt på varg. I det forna Sovjetunionen användes flygplan av typen Antonov An-2 och Polikarpov Po-2 för detta ändamål. 
Vid skyddsjakt på varg har statliga myndigheter i Sverige använt helikopter för att kunna skjuta vargar inom renbetesområdet, emedan dessa anses utgöra en betydande olägenhet för rennäringen. 
Med hänsyn till de cirka 4000 samer som. helt eller delvis, har sin utkomst från renskötseln[källa behövs] har det således ansetts erforderligt att tillse att vargar inte etablerar revir inom cirka halva Sveriges yta, eftersom denna area kan anses tillhöra renbetesområdet, och det är av denna anledning som den svenska staten har ansett det vara nödvändigt att fälla vargar med hjälp av luftfartyg.

## Falkenering av varg

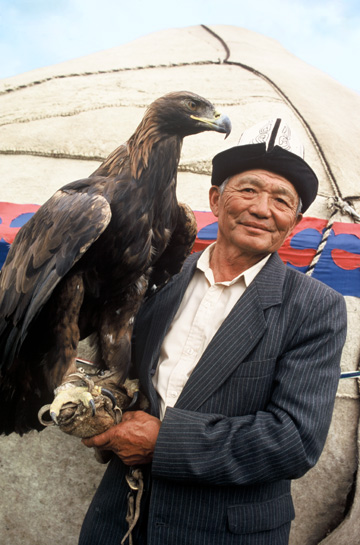
Falkenerare från Kirgizistan.

Falkenering av varg förekommer i Centralasien. I Kirgizistan har kungsörnar kommit att användas för detta ändamål,[källa behövs] och denna jakt har främst varit inriktad mot vargvalpar, eftersom vuxna vargar kan bjuda för svårt motstånd även för en vältränad kungsörn.
Kungsörnen skall, vid denna jaktform, sätta en fot i nacken på vargen och den andra vid vargens sida, närmare hjärtat och lungorna.[källa behövs] Eftersom vargar kan stå emot rovfåglar, så måste falkeneraren befinna sig i dess närhet för att kunna bistå den då vargen skall avfångas.

## Vargjakt för rekreationsändamål
Vargjakt för rekreationsändamål torde för närvarande främst utövas i Mongoliet samt även i Folkrepubliken Kina, och i Ryssland. I dessa länder, inte minst i Kina, skall även jakt på varg, mot betalning av avgift, kunna erbjudas för utländska medborgare.